# Dzieci kukurydzy (film 1984)
Dzieci kukurydzy (ang. Children of the Corn) – amerykański film fabularny (horror) z 1984 roku, oparty na opowiadaniu Stephena Kinga pod tym samym tytułem.
Opowiada on o demonicznej sile, która opętała dzieci w małym amerykańskim miasteczku Gatlin w Nebrasce oraz sprawiła, że dokonały one masowego mordu na wszystkich dorosłych mieszkańcach. Film doczekał się ośmiu sequeli (1992−2018) i telewizyjnego remake’u (2009).

## Fabuła
Młoda para przybywa do małego, opuszczonego miasteczka w Nebrasce. Mijając pola kukurydzy, młodzi napotykają gromadkę dziwnie wyglądających dzieci. Wkrótce okazuje się, że przed laty w miasteczku rozegrała się prawdziwa tragedia. Pewnego niedzielnego poranka grupa dzieci, pod wodzą chłopca-kaznodziei w kapłańskich szatach, dokonała wielkiej masakry wszystkich dorosłych mieszkańców. Od tego czasu ta swoista sekta czci satanistycznego demona, określanego przez siebie jako „Ten, który kroczy między rzędami”, a także ciągle poszukuje dla niego nowych ofiar. W tym momencie młoda para rozpoczyna walkę o przetrwanie.

## Obsada
- Peter Horton jako Burt Stanton
- Linda Hamilton jako Vicky Baxter
- John Franklin jako Isaac Chroner
- R.G. Armstrong jako Diehl (Stary Człowiek)
- Courtney Gains jako Malachai
- John Philbin jako Richard „Amos” Deigan
- Robby Kiger jako Job
- Anne-Marie McEvoy jako Sarah

## Nagrody i wyróżnienia
- 1984:
  - nagroda w kategorii najlepszy film fantasy podczas Brussels International Festival of Fantasy Film
- 1985:
  - nominacja do nagrody Grand Prize (kat. najlepszy film) podczas Avoriaz Fantastic Film Festival
  - nominacja do Nagrody Młodych Artystów w kat. najlepsza aktorka drugoplanowa w filmie fabularnym − musicalu, komedii, filmie przygodowym lub dramacie (nominowana: Anne Marie McEvoy)
  - nominacja do Nagrody Młodych Artystów w kat. najlepszy aktor drugoplanowy w filmie fabularnym − musicalu, komedii, filmie przygodowym lub dramacie (Robby Kiger)

## Sequele
Dzieci kukurydzy doczekały się licznych kontynuacji.
Powstał jeden sequel, który pojawił się w kinach:
- Dzieci kukurydzy II: Ostateczne poświęcenie (1992)

Zrealizowano siedem filmów, które zostały przeznaczone na rynek video:
- Dzieci kukurydzy III: Miejskie żniwa (1995)
- Dzieci kukurydzy IV: Zgromadzenie (1996)
- Dzieci kukurydzy V: Pola grozy (1998)
- Dzieci kukurydzy VI: Powrót Isaaca (1999)
- Dzieci kukurydzy VII: Objawienie (2001)
- Dzieci kukurydzy VIII: Geneza (2011)
- Children of the Corn: Runaway (2018)

W 2009 powstał również telewizyjny remake.